# 巴拿马毒糖浆
巴拿马毒糖浆事件，是一起医疗事故。問題原料最早为来自江苏泰兴黄桥镇的泰兴甘油厂的“TD甘油”，所谓TD就是汉语“替代”的拼音缩写，意思就是“替代甘油”，是这家工厂根据自己的企业标准命名的而非通用的化学品命名，其中含有其他多元醇和有毒的二甘醇，成本比纯甘油便宜得多。后被卖给北京的中服嘉远公司，再转卖给了西班牙的瑞丝菲尔公司，巴拿马的美迪康公司(Medicom)。而巴拿马药厂将这些“TD甘油”当成甘油来使用，制造止咳糖浆，造成上百人死亡。

## 事故责任
纽约时报认为是中国药品管理体制造成这一悲剧，但中国国家食品药品监督管理局认为责任不在中方，因为从出口到最后转交给巴拿马方，一直都以TD甘油作为货物名称。北京中服嘉远贸易公司在获得西班牙订单和西班牙贸易商转口贸易到巴拿马是两个独立的贸易流程，责任主要在于巴拿马贸易商擅自更改药品名和保质期所致。